# أنثروبولوجيا تنموية
يشير مصطلح الأنثروبولوجيا التنموية إلى تطبيق وجهات النظر الأنثروبولوجية على فرع دراسات التنمية ذي التخصصات المتداخلة. فهو يأخذ النمو الدولي والمساعدة الدولية كأمور أولية. في هذا الفرع من علم الأنثروبولوجيا، يشير مصطلح النمو إلى الأفعال الاجتماعية التي تتسبب فيها عدة عوامل (مثل المؤسسات والمشاريع والولايات والمتطوعين المستقلين) الذين يحاولون تغيير الحياة الاقتصادية والتقنية والسياسية والاجتماعية في مكان محدد من العالم لا سيما في المناطق الفقيرة التي احتُلت في الماضي.
يتشارك علماء الأنثروبولوجيا التنموية التزامًا بتحليل المشاريع والمؤسسات والمساهمة فيها، تلك المؤسسات التي تنشئ وتدير المشاريع الغربية التي تسعى إلى تحسين الرفاه الاقتصادي لأكثر الناس تهميشًا والقضاء على الفقر. بينما يميز بعض العلماء النظريين بين أنثروبولوجيا التنمية (حيث تكون التنمية هي موضع الدراسة) والأنثروبولوجيا التنموية (كممارسة تطبيقية)، تُعتبر هذه التفرقة مهملة إلى حد كبير. بالبحث في هذا المجال، يمكن لعلماء الأنثروبولوجيا أن يصفوا ويحللوا ويفهموا الإجراءات المختلفة للتنمية التي حدثت وتحدث في مكان معين. يتعين عليهم دراسة الآثار المتنوعة على السكان المحليين والبيئة والمجتمع والاقتصاد.

## التاريخ
في عام 1971، اقترح غلين كوكرين إنشاء الأنثروبولوجيا التنموية لتشكل مجالًا جديدًا للممارسين المهتمين بمسار مهني ما خارج النطاق الأكاديمي. بالنظر إلى تنامي تعقيد المساعدة التنموية، اقترح كوكرين أن الخريجين كانوا يحتاجون إلى إعداد أنفسهم للعمل في أطر متداخلة التخصصات. في عام 1973، دعا البنك الدولي كوكرين أن يقدم توصيات لاستخدام الأنثروبولوجيا وأرسى تقريره (الذي شدد على الحاجة إلى المعالجة المنهجية للمشاكل الاجتماعية) القواعدَ لاستخدام النظام في مجموعة البنك الدولي في المستقبل. يعمل الآن نحو تسعين عالم أنثروبولوجيا في مجموعة البنك الدولي بأدوار متنوعة.
في عام 1974، عمل كل من كوكرين وبوب بيرغ، القادم من وكالة التنمية الدولية في الولايات المتحدة سويًا، ونتيجةً لهذا قدمت الوكالة «تحليل السلامة الاجتماعية» شرطًا في إعداد أي مشروع. أدت هذه الإضافة إلى توظيف أكثر من سبعين عالمًا من علماء الأنثروبولوجيا. أصبح تحليل السلامة الاجتماعية يُستخدم في وكالة التنمية الدولية في الولايات المتحدة مدة تزيد على أربعين عامًا حتى الآن. في السبعينيات من القرن العشرين، أدارت الوكالة مساقًا داخليًا للدراسات التنموية الذي تلقَّاه في النهاية عدة مئات من البارزين في المجال. بالإضافة إلى الأنثروبولوجيا، غطى المساق مواضيع مثل الاقتصاد التنموي والتخطيط المحلي والقومي وبناء المؤسسات.
في أواخر السبعينيات من القرن العشرين، أسس ثاير سكادر ومايكل هوروويتز ودايفد بروكنشا مؤسسة للأنثروبولوجيا التنموية في جامعة ولاية نيويورك في بنغامتون. لعبت هذه المؤسسة دورًا مؤثرًا في التوسع المستمر لهذا الفرع من النظام.
بحلول الثمانينيات والتسعينيات من القرن العشرين، بدأ استخدام الأنثروبولوجيا التنموية في التوسع أكثر في القطاع الخاص. تُعالج المسؤولية الاجتماعية للشركات والقضايا التي تتراوح بين إعادة التوطين وحقوق الإنسان إلى المشروعات الصغيرة بشكل روتيني الآن من خلال التقييم الاجتماعي المنهجي كجزء لا يتجزأ من تقييم الاستثمار.

## نقد التنمية
أصبح نقد التنمية الغربية هدفًا هامًا في أواخر الثمانينيات من القرن العشرين بعدما جلبت ذروة الأزمة الاقتصادية العنيفة المرض والفقر والجوع في البلاد والقطاعات التي كان ينصب عليها تركيز مشاريع التنمية الغربية الكبيرة ذات التكيف الهيكلي خلال أمريكا اللاتينية وأفريقيا وأماكن أخرى من العالم المحتل سابقًا. يسعى نقد التنمية إلى اكتشاف السبب في استمرار فشل معظم مشاريع التنمية في إعادة توزيع القوة الاقتصادية والموارد بطريقة تساعد أفقر القطاعات في المجتمع بالإضافة إلى فشلها في خلق نمو اقتصادي مستدام في البلد الفقير بالنظر إلى التمويل المتاح وحسن نية المتطوعين وصانعي القرار.
انتقد علماء الأنثروبولوجيا الذين يدرسون مشاريع التنمية أنفسُهم الهيكل الأساسي لمشاريع التنمية الغربية القادمة من مؤسسات مثل وكالة التنمية الدولية في الولايات المتحدة والمقرضين الثنائيين مثل البنك الدولي. لدى علماء الأنثروبولوجيا الذين يواجهون مثل هذه المشاريع منظور مميز في رؤية المشكلات لأنهم يعملون غالبًا من منظور أهداف التنمية في العالم غير الغربي، لا من داخل مؤسسات للمساعدة.
يكتب علماء الأنثروبولوجيا بقلق حول الطرق التي تُركت بها المساعدات غير الغربية خارج نطاق الحملة الواسعة للتطور بعد الحرب العالمية الثانية، لا سيما في الطرق التي تحد فيها هذه المشاريع من حلول الفقر في شكل نماذج رأسمالية غربية ضيقة تعزز استغلال المزارع المنزلية وتدميرها، أو بشكل أكثر إثارة للريبة، تعزز تطبيع عدم المساواة بين الدول الغربية ما بعد الصناعية والدول التابعة للاستعمار سابقًا.
يصف البعض النقد الأنثروبولوجي للتنمية كنقد مناهض للتحديث والقضاء على الثقافة الأصلية لكن هذا اختزال كبير وليس الحال بالنسبة لغالبية العمل العلمي. في الواقع، يرغب معظم علماء الأنثروبولوجيا الذين يعملون في المناطق الفقيرة في تقديم الإعانة الاقتصادية للأشخاص الذين يدرسونهم بنفس الدرجة التي يرغب فيها رجال السياسة؛ ويقلقون مع ذلك بشأن الافتراضات والنماذج التي تستند إليها التدخلات التنموية.
بدلًا من ذلك، يرى علماء الأنثروبولوجيا وآخرون ممن ينتقدون المشاريع التنموية أن التنمية الغربية نفسها نتاجًا للحضارة الغربية يحتاج إلى التنقيح حتى يتمكن من مساعدة الدول التي تدعي هذه المشاريع الرغبة في مساعدتها بشكل أفضل. لذا فإن المشكلة لا تكمن في أن السوق يمحو الثقافة لكن في الأمور التي تعمى عنها أساسًا الثقافة الغربية التنموية نفسها. لذا تركز الانتقادات غالبًا على التحيزات الثقافية والمناطق العمياء للمؤسسات الغربية التنموية، أو نماذج التحديث التي تمثل المجتمعات غير الغربية بشكل منهجي على أنها أكثر نقصًا من الغرب، مع افتراض خطأً أن أساليب الإنتاج الغربية وعملياتها التاريخية قابلة للتكرار تحت أي سياق؛ أو أنها لا تأخذ في الحسبان مئات السنين من احتلال الغرب الذي كان يميل إلى تدمير موارد المجتمع المحتل سابقًا. والأكثر أهمية، يجادل علماء الأنثروبولوجيا أن التنمية المستدامة تتطلب على أقل تقدير مساهمةً أكبر من الناس الذين يستهدفهم المشروع في إنشائه وإدارته وعمليات صنع القرار به.
يأتي نقد رئيس من علماء الأنثروبولوجيا ضد التنمية من كتاب أرتورو إسكوبار الخلاق، مواجهة التنمية، الذي يجادل أن التنمية الغربية أفسدت الناس خارج الغرب كثيرًا وسن طريقةً للاستشراق. يرى إسكوبار حتى أن التنمية العالمية هي محاولة لسيطرة الغرب على موارد المستعمرات السابقة. يوضح إسكوبار انه بين 1945 و1960، مرت المستعمرات السابقة بحقبة من التحرر من الاستعمار، وساعدت خطة التنمية في الحفاظ على اعتماد العالم الثالث على المدن الرئيسة القديمة. ازدهرت مشاريع التنمية نفسها في ذروة الحرب العالمية الثانية، وفي أثناء الحرب الباردة عندما تطورت كي توقف انتشار الشيوعية مع اكتساح الأسواق الرأسمالية وتحقيق ازدهار أكبر للغرب ومنتجاته عبر خلق حاجة استهلاكية عالمية في الخارج للمنتجات الغربية المنتهية. يلوم بعض العلماء عدة عملاء على أخذهم في الاعتبار جانبًا صغيرًا من حياة الناس المحليين دون تحليل للعواقب الأشمل، بينما يجادل آخرون مثل أنصار نظرية التبعية أو إسكوبار أن مشاريع التنمية مصيرها إلى الفشل بسبب الطرق الأساسية التي تميز بها هذه المشاريع الصناعة الغربية وشركاتها. تعكس حجة إسكوبار العمل المبكر لنظرية التبعية وتتبع مقالًا نقديًا أكبر نُشر بعد ذلك لمايكل فوكولت وآخرون من ما بعد البنيوية.

## الأنثروبولوجيا التطبيقية في التنمية
بينما تنتقد الدراسات الأنثروبولوجية الافتراضات الغربية والسياق السياسي لمشاريع التنمية، فإن علماء الأنثروبولوجيا يتشاورون أيضًا ويعملون داخل مؤسسات المساعدة في إنشاء وتنفيذ مشاريع التنمية. بينما ينظر الاقتصاديون إلى المقاييس الإجمالية مثل الناتج القومي الإجمالي والدخل الفردي، فضلاً عن مقاييس توزيع الدخل وعدم المساواة الاقتصادية في المجتمع، يمكن لعلماء الأنثروبولوجيا تقديم تحليل أكثر دقة للمعلومات النوعية وراء هذه الأرقام، مثل طبيعة من الفئات الاجتماعية المعنية والأهمية الاجتماعية لتكوين الدخل. وبالتالي، غالبًا ما يتعامل علماء الأنثروبولوجيا التنموية مع تقييم الجوانب النوعية الهامة للتنمية التي يتم تجاهلها أحيانًا من خلال النهج الاقتصادي.

## قراءة معمقة
- Gardner, Katy and David Lewis, 1996, Anthropology, Development and the Post-Modern Challenge, Chicago, IL: Pluto Press.
- Isbister, John, 1998, Promise Not Kept: The Betrayal of Social Change in the third World. Fourth Edition. West Hartford, CT: Kumarian Press.
- Olivier de Sardan J.-P. 1995, Anthropologie et développement : essai en socio-anthropologie du changement social. Paris, Karthala.
- Murray-Li, Tania, 2007, The Will to Improve: Governmentality, Development, and the Practice of Politics. Durham: Duke University Press.
- Schuurman, F.J., 1993, Beyond the Impasse. New Direction in Development Theory. Zed Books, London.